# Znada
Znada (en àrab ازنادة, Iznāda; en amazic ⵉⵖⵕⵎ ⵏ ⴷⵕⴰⵡⴰ) és una comuna rural de la província d'El Kelâa des Sraghna, a la regió de Marràqueix-Safi, al Marroc. Segons el cens de 2014 tenia una població total de 6.712 persones.